# Бахчисарай (футбольный клуб)
«Бахчисарай» — крымский футбольный клуб из города Бахчисарай, выступающий в Премьер-лиге Крымского футбольного союза.

## История
Клуб основан в 2015 году. Инициатором создания профессионального футбольного клуба «Бахчисарай» являлся глава городской администрации Бахчисарая — Владимир Верховод. Также у истоков формирования клуба стоял местный предприниматель Джелил Бекташ. Профессиональный клуб создан на базе муниципального автономного учреждения «Институт развития Бахчисарая».
ФК «Бахчисарай» в 2015 году играл во Всекрымском турнире в группе А (3 победы, 5 ничьих и 1 поражение), финишировав на 6-м месте в турнирной таблице. 23 февраля 2016 года в финале Кубка Крыма клуб одержал победу над СКЧФ-«Севастополь» со счётом 2:1. Бахчисарайцы почти до конца матча вели в счёте (благодаря голам Матвея Бобаля и Редвана Османова, у севастопольцев отличился Александр Борщ). Перед этим, в полуфинале бахчисарайцы обыграли ТСК-«Таврию» со счётом 1:0, а из группы они вышли с первого места с 7-ю очками (победив «Кафу» из Феодосии — 1:0 и «Беркут» из Армянска — 2:1 и сыграл вничью 2:2 — с СКЧФ-«Севастополь»).

## Титулы
- Чемпионат Крыма
  -  Бронзовый призёр (1): 2015/2016
- Кубок Крыма
  -  Обладатель (1): 2016
- Суперкубок Крыма по футболу
  -  Финалист(1): 2016

## Тренерский и медицинский штаб
- Главный тренер — Сергей Леженцев
- Тренер вратарей — Сергей Величко Старший инспектор здоровья Гавалло Георгий Павлович